# Michal Veselý
Michal Veselý (* 28. Oktober 1980 in Štoky) ist ein tschechischer Fußballspieler.

## Karriere
Veselý startete seine Karriere 1986 in der G-Jugend des TJ Sokol Štoky und wechselte mit 13 ins D-Jugend von FC PSJ Jihlava. Nach 4 Jahren verließ er Jihlava und wechselte zu Slavia Prag. 1999 startete er seine Profikarriere bei Dukla Dejvice und kam auf 6 Einsätze. Nach seiner ersten Profi-Saison wechselte er im Sommer 2000 zu FC Vysočina Jihlava.
In der Saison 2005/2006 spielte er seine bislang einzigen 23 Erstliga-Einsätze in der Gambrinus Liga für FC Vysočina Jihlava.
Nach 250 Profi-Einsätzen für Jihlava, entschied er sich für einen Wechsel nach Österreich. Dort unterschrieb er für den Gebietsliga West Verein SV Oberndorf.